# Mille (tv-serie)
 For alternative betydninger, se Mille. (Se også artikler, som begynder med Mille)
Mille er en tv-serie, der havde premiere på DR den 7. februar 2009. Serien består af 10 afsnit. Manuskriptet er skrevet af Karina Dam og Poul Berg, der også var instruktør på serien. Producent er David C.H. Østerbøg. 

## Handling
Mille på 12 år har en bedste veninde ved navn Marie. Inden længe beslutter Mille og Marie at være band til sommerkoncerten på deres skole. Men en dag sker der noget forfærdeligt. På vej hjem fra skole bliver de kørt ned af en bil. Mille overlever, men Marie dør med det samme.

## Modtagelse og priser
Tv-serien blev generelt godt modtaget af anmeldere og seere. Serien er en af de mest solgt dvd-udgivelser på DR Medier. 
Tv-serien vandt førstepriserne i kategorierne "Bedste fiktion" og "Hjerteprisen" ved Nordisk Barne Tv Festival i 2009 og blev tildelt pris på den 27. "Chicago International Children's Film Festival" i 2010, og blev nomineret til en Emmy.
Det dramatiske første afsnit med det trafikdræbte barn gav dog anledning til kritik af DR for at have markedsført serien som en familieserie, og efterfølgende afsnit af serien blev derfor flyttet til et udsendelsestidspunkt, hvor mindre børn erfaringsmæssigt ikke ser fjernsyn alene.

## Medvirkende
| Rolle    | Skuespiller             |
| -------- | ----------------------- |
| Mille    | Mathilde Arcel Fock     |
| Leila    | Lærke Winther Andersen  |
| Conny    | Michelle Bjørn-Andersen |
| Denise   | Emilie Kadziola         |
| Alex     | Frederikke Nielsen      |
| Tobias   | Lucas Munk Billing      |
| Jimmy    | Janus Nabil Bakrawi     |
| Carsten  | David Rousing           |
| Svendsen | Torben Zeller           |

### Bipersoner
- Marie – Sasha Sofie Lund (1 afsnit)
- Martin – Asbjørn Agger (8 afsnit)
- Sygeplejeske 1 – Bolette M. Drejer (1 afsnit)
- Maries mor – Pernille Hilgart (3 afsnit)
- Skoleinspektør – Lene Jakobsen
- Bilisten – Lars Simonsen (5 afsnit)
- Julie – Julie Wright (5 afsnit)
- Bøllerne – Kenni Hansen(4 afsnit), Mathias Rom (4 afsnit), Nikolaj Groth (4 afsnit) og Casper Oppenheuser (3 afsnit)
- Karin – Nastja Arcel (3 afsnit)
- Psykolog – Thomas Baldus (2 afsnit)
- Piger på gangen – Ditte Bechel (1 afsnit), Helene Thomsen (1 afsnit) og Signe Roerslev (1 afsnit)
- Pizzamand – Ramazan Arslan (1 afsnit)
- Per – Robert Reinhold (4 afsnit)
- Hans – Niels-Martin Eriksen (5 afsnit)
- Postbud – Finn Bergh (1 afsnit)
- Benny – Niels Thelke (1 afsnit)
- Denises mor – Marie Louise Wille (2 afsnit)
- Sygeplejeske 2 – Lili Baron (1 afsnit)
- Læge – David Rønne (1 afsnit)
- Vagt – Michael Larsen (1 afsnit)
- Frank – Stanislav Secik (1 afsnit)
- Tobias' mor – Anette Støvelbæk (6 afsnit)
- Pantefoged – Henrik Larsen (1 afsnit)
- Piger – Maria Rathsach og Sofie Deimer (1 afsnit)
- Kay – Max Hansen (1 afsnit)
- Kunde 1 – Michael Udsen (1 afsnit)
- Kunde 2 – Frank Mothe (1 afsnit)

## Afsnit-oversigt
- 1. afsnit – Venner 4ever
- 2. afsnit – Når en engel sir farvel
- 3. afsnit – Silkeborg
- 4. afsnit – Som et puslespil
- 5. afsnit – Leilas hemmelighed
- 6. afsnit – Charlie
- 7. afsnit – Udflugt
- 8. afsnit – Milles dagbog
- 9. afsnit – Uvenner 4ever
- 10. afsnit – Sommerkoncerten

## Eksterne links
- Mille på dr.dk
- Mille på Internet Movie Database (engelsk)
- Mille på Filmdatabasen
- Mille på danskefilm.dk
- Mille hos The Movie Database (engelsk)
- Mille hos TheTVDB (engelsk)